# Silnice I/51 (Slovensko)
Silnice I. třídy 51(I/51) je silnice I. třídy na Slovensku, která ve dvou úsecích spojuje hraniční přechod Holíč–Hodonín s Trnavou a Nitru přes Hontianske Nemce s Hronskou Breznicou. Vede třemi kraji a její celková délka je 199,178 km. Přerušení je nahrazeno částí rychlostní silnice R1.

## Historie
Silnice má historický základ v československé státní silnici č. 51, která měla trasu Brno – Hodonín – Holíč – Trnava – Sereď – Nitra – Vráble – Levice – Hontianske Nemce (napojení na silnici I/66). V úseku Trnava – Nitra byla silnice později modernizována a přeložena mimo zástavbu obcí. Po vybudování obchvatu Seredě byla část původní I/51 očíslována jako prodloužení silnice I/62 (Sereď – Šintava – Šoporňa).
Po osamostatnění Slovenska bylo číslo 51 zachováno, avšak po úplné přestavbě úseku Trnava – Nitra na rychlostní silnici byl tento úsek roku 2009 přečíslován na R1 (která dále pokračuje podél I/65 směr Zvolen). Silnice I/51 tak byla rozdělena na dva úseky vzdálené od sebe skoro 50 km. Současně k ní byla na konci přičleněna dosavadní silnice II/525 (Hontianske Nemce – Banská Štiavnica – Hronská Breznica). Trasa silnice tím byla prodloužena o podobnou délku, o jakou byla vznikem R1 zkrácena.

## Průběh

### Trnavský kraj

#### Okres Skalica
- hraniční přechod CZ/SK Hodonín/Holíč (napojení na českou silnici I/51)[1]
- Holíč (křížení se silnicí I/2 a II/426)
- odb. III/1122 Trnovec
- křiž. III/1122 a III/121 Prietržka
- Popudinské Močidľany (III/1122)
- odb. III/1122 Dubovce
- Radošovce (III/1125, III/1146)
- Lopašov (III/1126)

#### Okres Senica
- odb. III/1159 Častkov
- křiž. III/1147 (Rohov) a II/581
- odb. III/1158 Rovensko
- Senica (III/1146, II/500, III/1149, III/1152)
- křiž. III/1152 (Hlboké) a III/1153 (k žst.)
- Jablonica (II/501, III/1154)
- Jablonické sedlo (325 m) přes Malé Karpaty

#### Okres Trnava
- odb. Raková
- Trstín (II/502)
- Bíňovce
- odb. III/1277 Smolenice
- Boleráz
- Šelpice (III/1278)
- Trnava
  - obchvat  (II/504, II/560, I/61-peáž)
  - MÚK Trnava-Sever s I/61 a R1, konec I. úseku

### Nitranský kraj
začátek II. úseku

#### Okres Nitra
- Nitra
  - MÚK Nitra-Dražovce s R1a a I/64
  - křiž. s I/64 a I/65
  - MÚK Nitra-Východ s R1
- Veľký Lapáš (III/1662, III/1642)
- odb. III/1644 Babindol
- odb. III/1643 Golianovo
- odb. III/1647 Klasov
- Vráble (III/1650, II/511, III/1627)
- Telince (III/1651)
- Čifáre (III/1652)

#### Okres Levice
- Veľký Ďur (III/1540)
- Rohožnica (III/1541)
- odb. I/76 směr Tlmače
- Kalná nad Hronom (I/76 směr Želiezovce)
- most přes Hron
- Horná Seč (II/1542)
- Levice (III/1543, III/1514, II/564)
- odb. III/1549, III/1590 Krškany
- Zajačia dolina
- odb. III/1553 Kamenec
- odb. III/1591 Horša
- Kmeťovce (II/524, III1578)
- most přes Sikenicu
- Žemberovce (III/1550, III/1551)
- odb. Starý háj

### Banskobystrický kraj

#### Okres Krupina
- Ladzany (III/2558)
- Sebechleby
- odb. III/2550 Sitnianska Lehôtka
- Hontianske Nemce (I/66) – původní zakončení silnice
- odb. III/2561 Kráľovce-Krnišov

#### Okres Banská Štiavnica
- Prenčov (III/1587)
- Svätý Anton (III/2562)
- Banská Štiavnica (II/524, III/2536, III/2493)
- Jergištôlňa (III/2538)
- Banská Belá
- Kozelník (III/2447)

#### Okres Zvolen
- MÚK Hronská Breznica (R1, III/2461)

## Zaniklé úseky

### Cesta I/51C
Silnice I. třídy 51C byl dočasný úsek I/51, který tvořil krátkou část nově vybudovaného obchvatu Trnavy. Jeho celková délka byla 1,475 m. Od roku 2012 je součástí I/51.

### Cesta I/51Z
Silnice I. třídy 51(I/51) se nacházela v Trnavě a byla tvořena původní trasou I/51 po výstavbě části obchvatu Trnavy. Začínala mimoúrovňovou křižovatkou s I/51, pokračovala přes trnavské ulice Nitrianska, Tamaškovičova, Dohnányho a Hospodárska, přičemž křižovala silnici III/1287 a I/61. Po 3,229 km končila na křižovatce s I/51 a I/504. V roce 2012 byly jednotlivé části I/51Z rozděleny mezi silnice I/61, II/504 a místní komunikace v Trnavě.

### Úsek Trnava – Sereď – Nitra
Souvislý čtyřproudý úsek silnice z Trnavy do Nitry byl v roce 2009 přeřazen jako součást rychlostní silnice R1. Ve slovenském kontextu se jedná o vzácný případ, kdy podél dálnice nebo rychlostní silnice není ponechána původní silnice 1. třídy jako doprovodná komunikace. V úseku Pata – Nitra je zachována stará silnice alespoň jako komunikace 3. třídy, v některých místech (např. kolem Vlčkovců) neexistuje vůbec, protože byla přímo přestavěna na čtyřproudovou.